# Galloisiana notabilis
Galloisiana notabilis är en insektsart som först beskrevs av Filippo Silvestri 1927.  Galloisiana notabilis ingår i släktet Galloisiana och familjen Grylloblattidae. Inga underarter finns listade i Catalogue of Life.